# Black Africa
Black Africa is een Namibische voetbalclub uit de hoofdstad Windhoek. Het is de club met de meeste landstitels.

## Erelijst
Landskampioen
1989, 1994, 1995, 1998, 1999, 2011, 2012, 2013, 2014, 2019
Beker van Namibië
1990, 1993, 2004